# Xia Shuwen

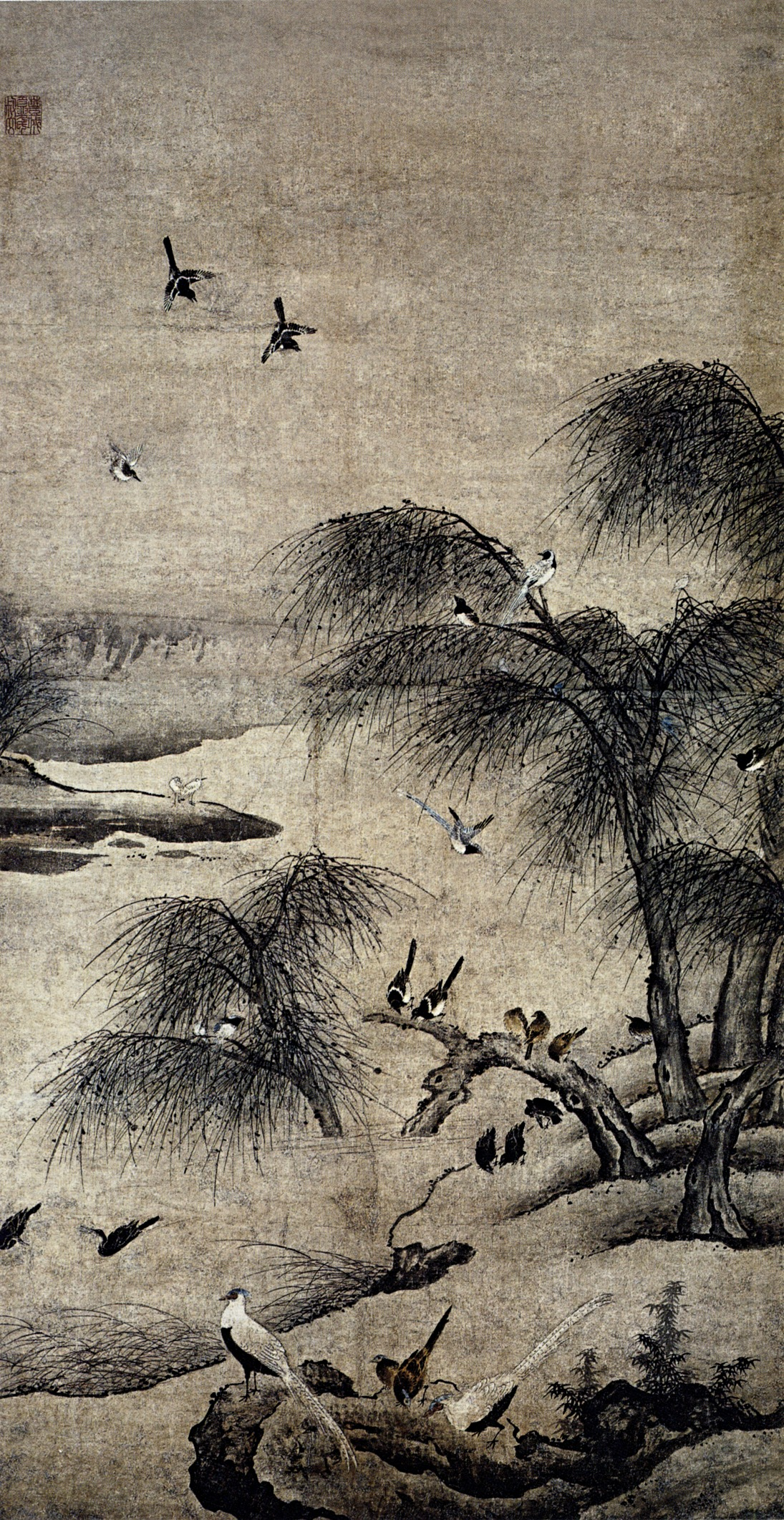
Cuadro de Xia Shuwenen el Museo Provincial de Liaoning

Xia Shuwen (en chino, 夏叔文; pinyin, Xià Shūwén; Wade-Giles, Hsia Shu-wen) fue un pintor chino durante los inicios de la  dinastía Ming (1368-1644).
Se conoce muy poco de la vida de Xia salvo que vivió entre los finales de la dinastía Yuan y los comienzos de la Ming.